# Shannon Cochran
Shannon Cochran (7 de agosto de 1958) é uma atriz americana. Embora tenha atuado em várias obras, é particularmente reconhecida por ter interpretado a misteriosa Anna Morgan no filme de terror The Ring, lançado em 2002. Cochran também interpretou a mãe de Pam Beesly no episódio "Sexual Harassment" da versão dos Estados Unidos da série de comédia The Office, mais tarde foi substituída por Linda Purl.